# Брів'єска
Брів'єска (ісп. Briviesca) — муніципалітет в Іспанії, у складі автономної спільноти Кастилія-і-Леон, у провінції Бургос. Населення — 7843 особи (2010).
Муніципалітет розташований на відстані близько 240 км на північ від Мадрида, 37 км на північний схід від Бургоса.
На території муніципалітету розташовані такі населені пункти: (дані про населення за 2010 рік)
- Брів'єска: 7769 осіб
- Камено: 33 особи
- Кінтанільябон: 8 осіб
- Ревільягодос: 13 осіб
- Вальдасо: 20 осіб

## Посилання

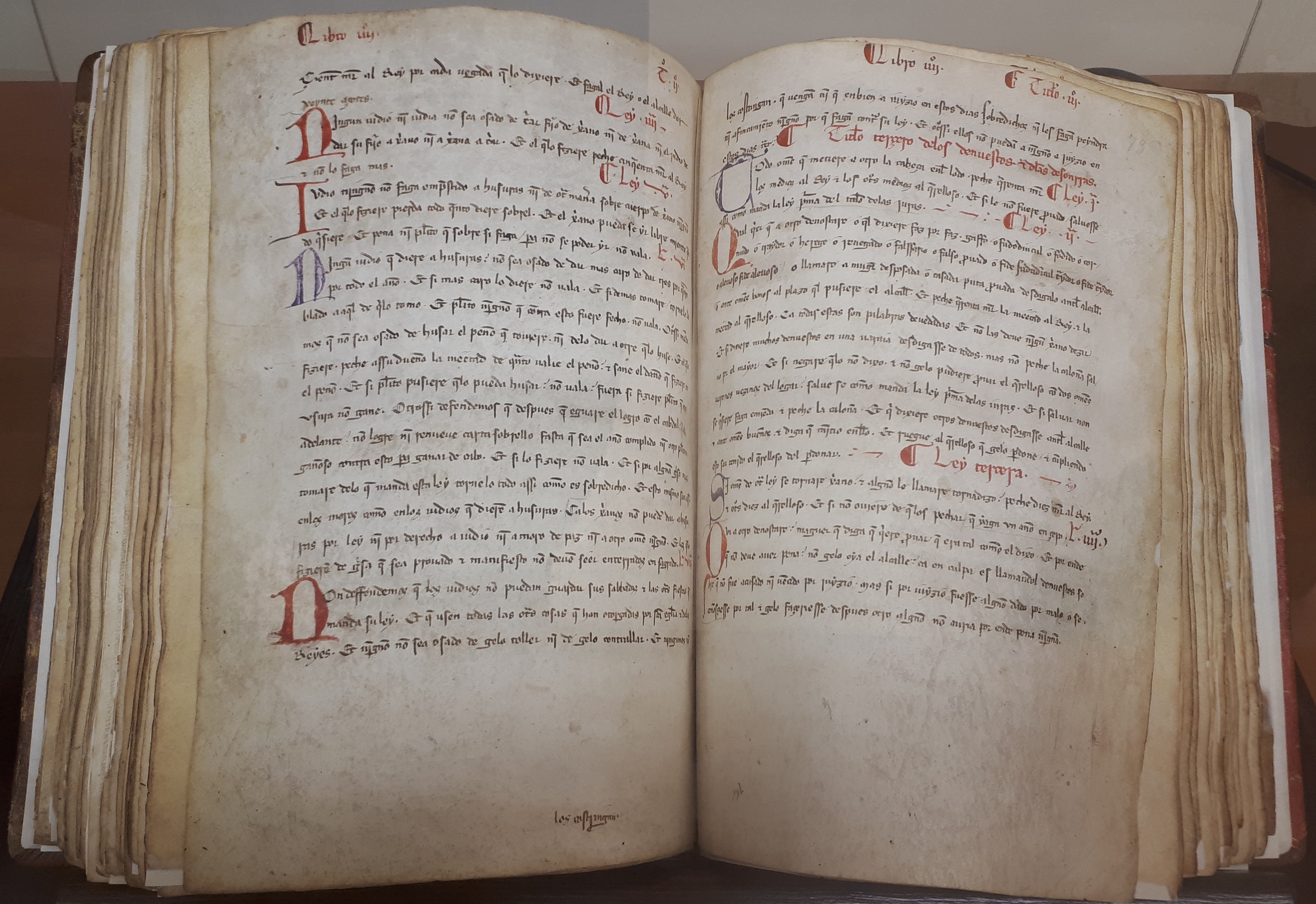
"Fuero de Briviesca" (1313).

## Демографія
Динаміка населення (INE ):